# Saint-Germain-Lavolps
Saint-Germain-Lavolps település Franciaországban, Corrèze megyében. Lakosainak száma 101 fő (2022. január 1.). Saint-Germain-Lavolps Alleyrat, Bellechassagne, Chaveroche, Meymac, Saint-Pardoux-le-Vieux, Saint-Rémy, Saint-Sulpice-les-Bois és Sornac községekkel határos.

## Népesség
A település népessége az elmúlt években az alábbi módon változott:
| Lakosok száma | 94   | 99   | 93   | 90   | 88   | 87   | 87   | 88   | 92   | 101  |
|               | 1968 | 1990 | 1999 | 2011 | 2013 | 2016 | 2017 | 2019 | 2020 | 2022 |